# Zhuang de Hongshuihe
Pour les articles homonymes, voir Zhuang.
Le zhuang de Hongshuihe est une langue taï-kadaï, de la branche taï, parlée en Chine, dans la province autonome zhuang du Guangxi, ainsi qu'au Yunnan par une partie des Zhuang.

## Localisation géographique
Le zhuang de Hongshuihe, c'est-à-dire, en chinois, de la rivière Hongshui, est parlé dans le Guangxi dans le bassin hydrographique de cette rivière. Les locuteurs se trouvent dans le sud du territoire de la ville-préfecture de Laibin ainsi que dans le xian autonome yao de Du'an rattaché à la ville-préfecture de Hechi, dans le xian de Mashan qui dépend de Nanning, à Shilong, dans le district de Guiping qui dépend de Guigang, dans le xian de Luzhai rattaché à Liuzhou, et dans les xian de Yangshuo et Lipu, situés sur le territoire de Guilin.

## Classification interne
Le zhuang de Hongshuihe est un des parlers zhuang du Nord. Cela le rattache aux langues taï du Nord, un des groupes des langues taï, qui font partie de la famille de langues taï-kadaï.

## Sources
- (en) Zhang Yuansheng, Wei Xingyun, 1997, Regional Variations and Vernaculars in Zhuang, dans Jerold A. Edmondson, David B. Solnit (éditeurs), Comparative Kadai. The Tai Branch, p. 77-95, SIL International and the University of Texas at Arlington Publications in Linguistics, vol. 124, Arlington, Summer Institute of Linguistics et The University of Texas at Arlington  (ISBN 1-55671-005-4)
- (en + zh) Sumittra Suraratdecha, Jerold A. Edmondson, Somsonge Burusphat, Qin Xiaohang, 2006, Northern Zhuang-Chinese-Thai-English Dictionary, Sayala, Institute of Language and Culture for Rural Development, Mahidol University  (ISBN 978-974-11-0687-5)